# Jehanabad
Jehanabad – miasto w Indiach, w stanie Bihar. W 2011 roku liczyło 103 202 mieszkańców.